# Daptonema conicum
Daptonema conicum is een rondwormensoort uit de familie van de Xyalidae. De wetenschappelijke naam van de soort is voor het eerst geldig gepubliceerd in 1922 door Filipjev.